# Henny Meijer
Henny Meijer (født 17. februar 1962) er en tidligere hollandsk fodboldspiller.

## Hollands fodboldlandshold
| Hollands landshold | Hollands landshold | Hollands landshold |
| År                 | Kmp                | Mål                |
| ------------------ | ------------------ | ------------------ |
| 1987               | 1                  | 0                  |
| Total              | 1                  | 0                  |